# Vorstadtkrokodile
Vorstadtkrokodile ist ein Kinderbuch von Max von der Grün, das 1976 erschien. Der Untertitel lautet „Eine Geschichte vom Aufpassen“. Das Buch wurde zweimal verfilmt: als Fernsehfilm Die Vorstadtkrokodile von 1977 und als Kinofilm von 2009.

## Handlung
Ort der Handlung ist die sogenannte „Papageiensiedlung“, eine überwiegend von Arbeitern und kleinen Angestellten bewohnte Siedlung in einem Vorort von Dortmund. Die Vorstadtkrokodile sind eine Kinderbande, in die man nur nach Bestehen einer gefährlichen Mutprobe aufgenommen wird. Der zehnjährige Hannes soll, um in die Bande aufgenommen zu werden, auf das Dach einer stillgelegten Ziegelei klettern und vom Dachfirst aus „Ich bin ein Krokodiler“ rufen. Dies gelingt zwar auch, doch beim Abstieg rutscht er ab und kann sich gerade noch festhalten. Anstatt ihm zu helfen, lassen ihn allerdings die schockierten Bandenmitglieder fast alle im Stich und er wird nur durch das rasche Eingreifen des einzigen Mädchens, Maria, die die Feuerwehr ruft, gerettet. Da er wegen seiner waghalsigen Aktion mit Hausarrest, Fernsehverbot und ähnlichen erzieherischen Maßnahmen bestraft wird, hat er in den folgenden Tagen viel Zeit, aus dem Fenster zu sehen und mit seiner Mutter zu reden – vor allem über den durch eine Querschnittlähmung behinderten Kurt aus der Nachbarschaft, den er vorher nie beachtet hat.
Kurt führt ein ganz anderes Leben als die übrigen Kinder: Durch seine Behinderung hat er viel Zeit, seine Umgebung zu beobachten und nachzudenken. Hannes freundet sich mit Kurt an und möchte ihn schließlich auch zu den Krokodilern mitnehmen. Doch diese sind zunächst nicht bereit, Kurt zu akzeptieren – sie glauben, aufgrund seiner Behinderung sei er nur eine Last und könnte sowieso nicht an ihren Aktivitäten teilnehmen. Erst nach und nach wird ihnen klar, dass Kurt über manche Fähigkeiten verfügt, die ihnen fehlen, und dass man den Umgang mit seinem Rollstuhl lernen kann. Am Ende der Erzählung betrachten sie Kurt ganz selbstverständlich als einen der ihren und verteidigen ihn gegen Außenstehende, die in dem „Krüppel“ ein leichtes Opfer sehen.
Als die in einem Wäldchen nahe der Siedlung gelegene Hütte der Bande von Unbekannten zerstört wird, schlägt Kurt vor, doch auf dem verlassenen Ziegeleigelände eine neue Hütte zu bauen. Während die übrigen Mitglieder der Bande mit Bauarbeiten beschäftigt sind, gerät Kurt mit seinem Rollstuhl in den Keller eines leerstehenden Gebäudes. Als die übrigen Krokodiler ihn befreien wollen, fordert er sie auf, doch einmal hinter einer schweren Eisentüre nachzuschauen – dort würden sie eine interessante Entdeckung machen. Als die verblüfften Bandenmitglieder nachgeschaut haben, meint er, noch bevor sie etwas gesagt haben, er wüsste schon, was in dem Kellerraum versteckt sei: Radios und andere Elektrogeräte, Fahrräder und teure Lebensmittel. Die Krokodiler sind völlig verblüfft, doch Kurt kann erklären, woher er das weiß: Schon seit einiger Zeit suchen Einbrecher die Geschäfte der Gegend heim. Allgemein glauben die Leute, verschiedene Ausländer, die seit einiger Zeit in der Gegend wohnen, steckten dahinter. Kurt hat nun aber, als er einmal nicht schlafen konnte, aus seinem Fenster heraus beobachtet, wie die Einbrecher ihr Diebesgut in den Keller brachten. Allerdings, so betont er, habe er keinen der Einbrecher erkennen können. Tatsächlich aber hat er Egon erkannt, den älteren Bruder ihres Bandenmitglieds Frank; dieses Wissen behält er jedoch zunächst für sich.
Bald spitzen sich die Ereignisse zu, denn die alte Ziegelei soll in einigen Monaten abgerissen werden; so ist klar, dass die Einbrecher ihr Lager bald räumen werden. Kurt ist fest davon überzeugt, dass sie den Keller an einem Sonntagnachmittag leeren werden, denn an diesem Tag findet ein großes Volksfest statt, das von fast allen Bewohnern der Siedlung besucht wird. Die Krokodiler verlassen das Fest und legen sich in der alten Ziegelei auf die Lauer. Tatsächlich fährt plötzlich ein Transporter auf das Gelände und die Einbrecher beginnen damit, das Diebesgut einzuladen – dabei erkennen nun alle Krokodiler Franks Bruder Egon, auch der zweite Einbrecher ist ihnen bekannt: Karli wohnt ebenfalls in der Siedlung und sein Vater ist sogar Polizist, der Dritte ist ihnen unbekannt. Plötzlich geschieht aber etwas Unerwartetes: Während die Einbrecher gerade im Keller sind, taucht eine Gruppe von italienischen Gastarbeiterkindern auf. Sie entdecken den Transporter und bedienen sich ungeniert an dem Diebesgut – als die Einbrecher wieder aus dem Keller kommen, ergreifen die Kinder die Flucht, nehmen dabei aber einige der Sachen aus dem Transporter mit.
In dieser Situation ergreift Kurt die Initiative: Er rollt hinaus auf den Hof und spricht die Einbrecher an. Diese reagieren mit groben Beleidigungen und Drohungen – als Egon Kurt angreifen will, schießt dieser ihm einen Pfeil ins Bein. Als sich schließlich der unbekannte Dritte an Kurt heranschleicht und ihn mit dem Rollstuhl gegen eine Wand schleudert, tauchen die übrigen Krokodiler auf und vertreiben die Einbrecher mit Steinwürfen.
Zunächst verheimlichen die Bandenmitglieder ihre Entdeckung – sie können sich nicht zu einer Anzeige durchringen, da schließlich Franks Bruder an der Sache beteiligt ist. Doch dann wird in der Zeitung berichtet, dass Teile des Diebesguts bei den italienischen Familien gefunden wurden – die Leute in der Siedlung glauben nur zu gerne, dass die „Itaker“ die Einbrecher sein müssen. Um dies richtigzustellen, beschließen die Krokodiler, schließlich doch zur Polizei zu gehen und eine Anzeige zu machen – aber dabei zu verschweigen, dass sie die Einbrecher erkannt haben. Nachdem die Polizei das restliche Diebesgut auf dem Ziegeleigelände sichergestellt hat, ist zumindest der falsche Verdacht gegen die Italiener ausgeräumt.
Einige Zeit später begegnen die Krokodiler zufällig wieder dem Einbrecher Karli, der umgehend handgreiflich gegen Kurt wird. Empört beschließen die Krokodiler nun trotz allem, Nägel mit Köpfen zu machen und der Polizei die Namen der beiden ihnen bekannten Einbrecher zu nennen. Der freundliche Polizist erklärt ihnen offen, dass er schon bei ihrem ersten Besuch das Gefühl hatte, dass an ihrer Aussage etwas nicht stimmte. Er bedankt sich für ihre Hinweise und meint, es wäre vermutlich kein Problem, die Einbrecher sicher zu überführen, denn man hat bei den Einbrüchen Fingerabdrücke festgestellt.
So wird auch Franks Bruder von der Polizei abgeholt und es steht ihm eine Gerichtsverhandlung bevor. Frank selbst wird zunächst der Umgang mit den Krokodilern verboten, doch als sein Vater erfährt, wie gemein sich Egon gegenüber Kurt verhalten hat, ändert er seine Meinung. Er möchte sich sogar bei den Eltern der übrigen Bandenmitglieder dafür einsetzen, dass die Belohnung für das Ergreifen der Einbrecher an Kurts Eltern ausgezahlt wird, damit diese ihrem Sohn ein spezielles Fahrrad kaufen können, mit dem er sich selbstständig bewegen könnte.

## Hintergrund
Max von der Grün hat dieses Buch in einem Vorwort seinem ebenfalls behinderten Sohn Frank gewidmet und versucht, einen Beitrag zur Integration von Kindern wie Kurt und Frank zu leisten. Auch im Bezug auf andere Gruppen wie z. B. Ausländer werden Vorurteile gezeigt, die sich im weiteren Verlauf als falsch herausstellen: Allgemein glauben die Bewohner der Siedlung, hinter den Einbrüchen würden italienische Gastarbeiter stecken, es zeigt sich aber, dass allgemein als „anständig“ angesehene Deutsche die Täter sind. Auch andere soziale Probleme wie z. B. Arbeitslosigkeit werden angesprochen.

## Verfilmungen
Die Verfilmung Die Vorstadtkrokodile von 1977 weicht in der Handlung leicht vom Buch ab, z. B. wird Hannes darin nicht von Maria, sondern von Kurt gerettet, der die Mutprobe und das Unglück durch sein Fernrohr beobachtet und die Feuerwehr alarmiert.
Die Kinofassung von 2009 startete am 26. März 2009 und zog 2010 und 2011 zwei Fortsetzungen nach sich.
In der Kinofassung von 2009 wurde versucht, die Vorlage zu modernisieren, um sie an die aktuelle Lebenswirklichkeit von Kindern und Jugendlichen anzupassen. Dies beginnt bei Namen (z. B. heißt Kurt hier Kai, der Bandenanführer Olaf heißt Olli, Theo heißt Elvis und Willi heißt Jorgo, Franks Bruder Egon heißt nun Dennis) und reicht über neuere soziale Entwicklungen (Hannes’ Mutter ist alleinerziehend) bis hin zur Verwendung damals verbreiteter sozialer Netzwerke.